# We Appreciate Power
We Appreciate Power è un singolo della musicista canadese Grimes, pubblicato il 29 novembre 2018 e presente nella versione giapponese del quinto album in studio Miss Anthropocene.

## Video musicale
Un lyric video della canzone è stato reso disponibile in concomitanza con l'uscita del singolo.
Un video era stato registrato, ma poi fu cancellato a causa della poca esperienza della cantante con la CGI, che doveva essere presente nel video. Nel lyric video di Pretty Dark e in quello di Idoru, alcune scene del video musicale si sovrappongono all'immagine di Grimes che canta.

## Tracce
1. We Appreciate Power – 5:35
2. We Appreciate Power (Nightcore Remix) – 4:18

1. We Appreciate Power (Bloodpop Remix) – 6:11

1. We Appreciate Power (Algorithm Mix / Radio Edit) – 3:45